# استیون کراگوجیویچ
استیون کراگوجیویچ (انگلیسی: Stevan Kragujević؛ ۴ فوریهٔ ۱۹۲۲ – ۱۷ آوریل ۲۰۰۲) عکاس اهل صربستان بود.